# Salina

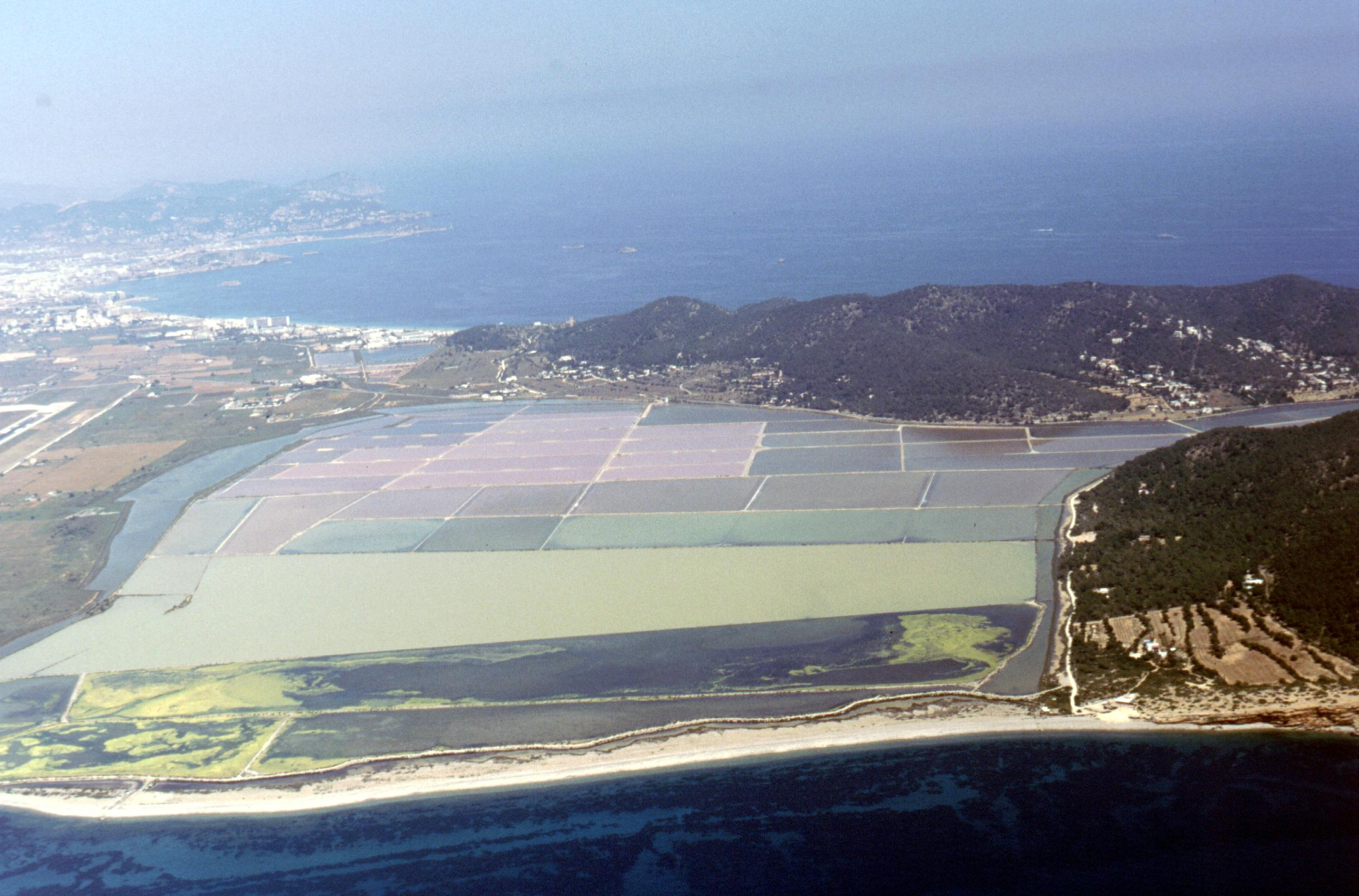
Salines d'Eivissa

|  | Per a altres significats, vegeu «Salina (desambiguació)». |

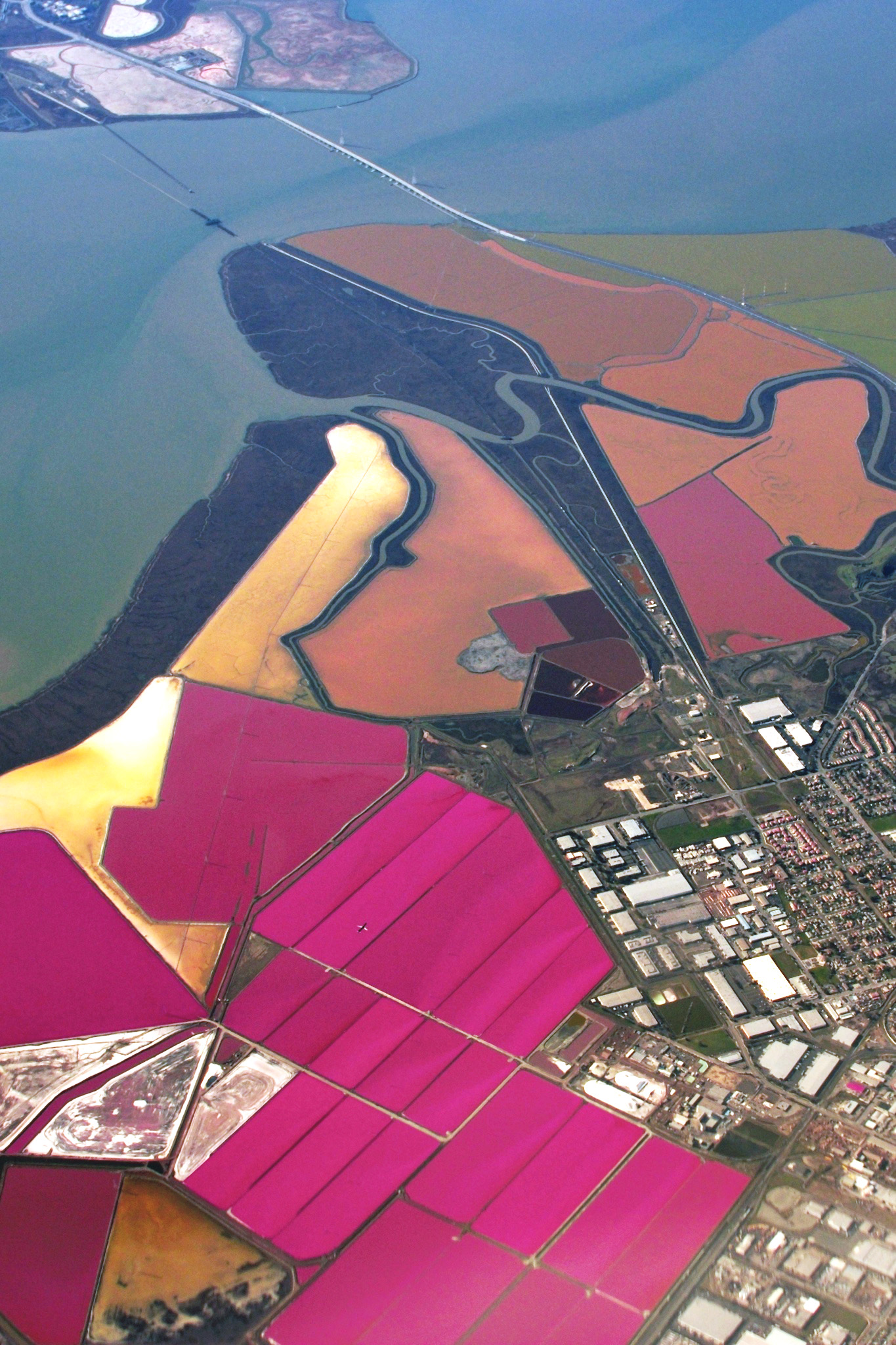
Salines a la badia de San Francisco

Una salina és un establiment que disposa de les instal·lacions adequades per a obtenir sal a partir de l'evaporació de l'aigua de mar o d'altres indrets amb aigües salines, o a partir de l'extracció de la sal gemma d'una mina o un jaciment. Sovint és una bassa poc fonda d'aigua, feta per l'ésser humà, per a extraure sal. L'aigua salada és escampada en aquestes basses i, després de l'evaporació natural de l'aigua, la sal pot ser recollida i aprofitada. La salina és el lloc on es produeix sal comuna per evaporació de l’aigua de la mar o de llacs o fonts d’aigua salada o bé per extracció de la salmorra en una mina o jaciment de la sal gemma obtinguda en dissoldre la sal gemma en l'aigua dolça que hi és injectada. En geografia, s'anomena salina el lloc on apareix la sal de pedra i també el lloc, en la costa del mar o terra endins, on qualla la sal del mar o d'altres aigües riques en sal. En geologia s'anomena salina l'indret en el qual s’obté sal per evaporació de l’aigua del mar, llacs, fonts d’aigua salada o per extracció d’una mina o d’un jaciment. (en: salt marsh; es: salina; fr: marais salant)

## Procediment i obtenció de la sal
Els procediments d’obtenció de la sal, diferents si és a partir d’aigües salades o de sal gemma o salmorra, depenen també de la durada i de la intensitat de la insolació de l’indret on són les salines. En les zones d’insolació llarga i intensa, se sotmet les aigües salades, especialment les de la mar, a evaporació gradual en dues sèries successives de basses de poca profunditat.

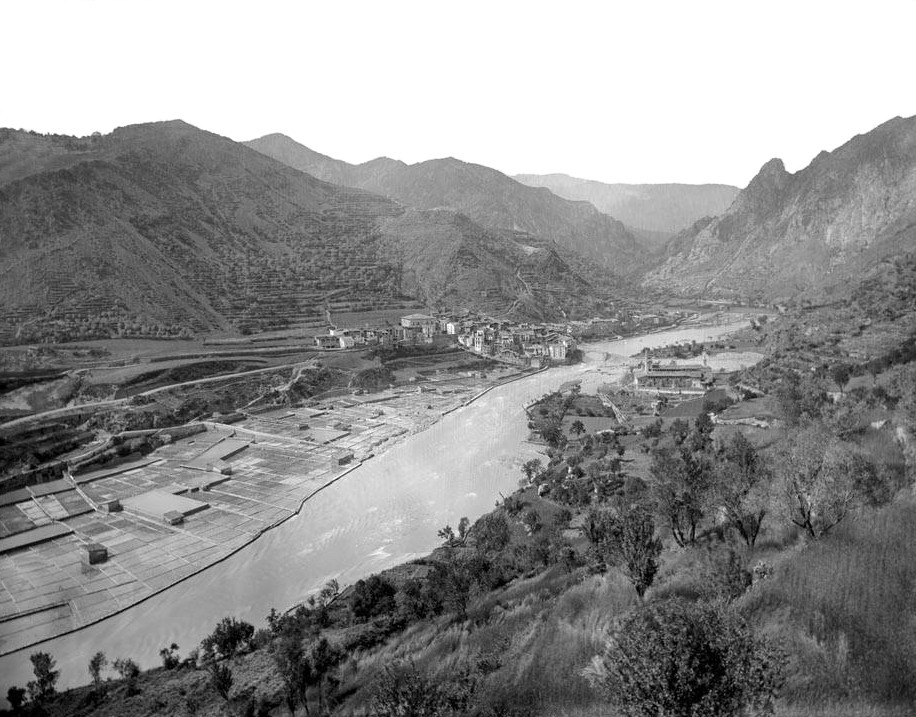
Antigues salines (salins) i poble de Gerri de la Sal, riu Noguera Pallaresa, Pallars Sobirà. Vista des del camí de Bresca (fotografia de 1889)

En les basses de la primera sèrie l’aigua de mar, l’aigua salada de fonts o de llacs o la salmorra obtinguda per dissolució es concentra, alhora que es precipiten al fons algunes de les impureses, tals com el carbonat de calci, sals de ferro i una part important del sulfat de calci. La precipitació de la sal s’esdevé poc després d’haver passat l’aigua de la primera sèrie de basses a la segona, en la qual continua l'evaporació, que ha d’ésser controlada per tal d’evitar que precipitin altres sals, segons la composició de les salmorres finals. En les salines marítimes o en les salines d’interior que en contenen, les sals de magnesi i el brom solen ésser recuperats.
El procediment emprat per a aconseguir la sal de salmorres obtingudes en injectar aigua dolça al si de jaciments de sal gemma, i també, en alguns casos, per a obtenir-la d’aigües salades, consisteix a eliminar les impureses per mètodes químics i a evaporar posteriorment l’aigua per procediments diferents segons el producte final que es vol obtenir. Així, per a aconseguir sal de gra molt fi es recorre a la cristal·lització instantània i es continua fent bullir la salmorra, eventualment, en calderes de buit, amb extracció contínua de la sal. Altrament, per a obtenir sal de gra gros de diferents dimensions hom evapora l’aigua entre 85° i 90 °C sense agitació de la dissolució, i les dimensions del gra són funció directa del temps que dura el procés.

## Salines naturals o saladars

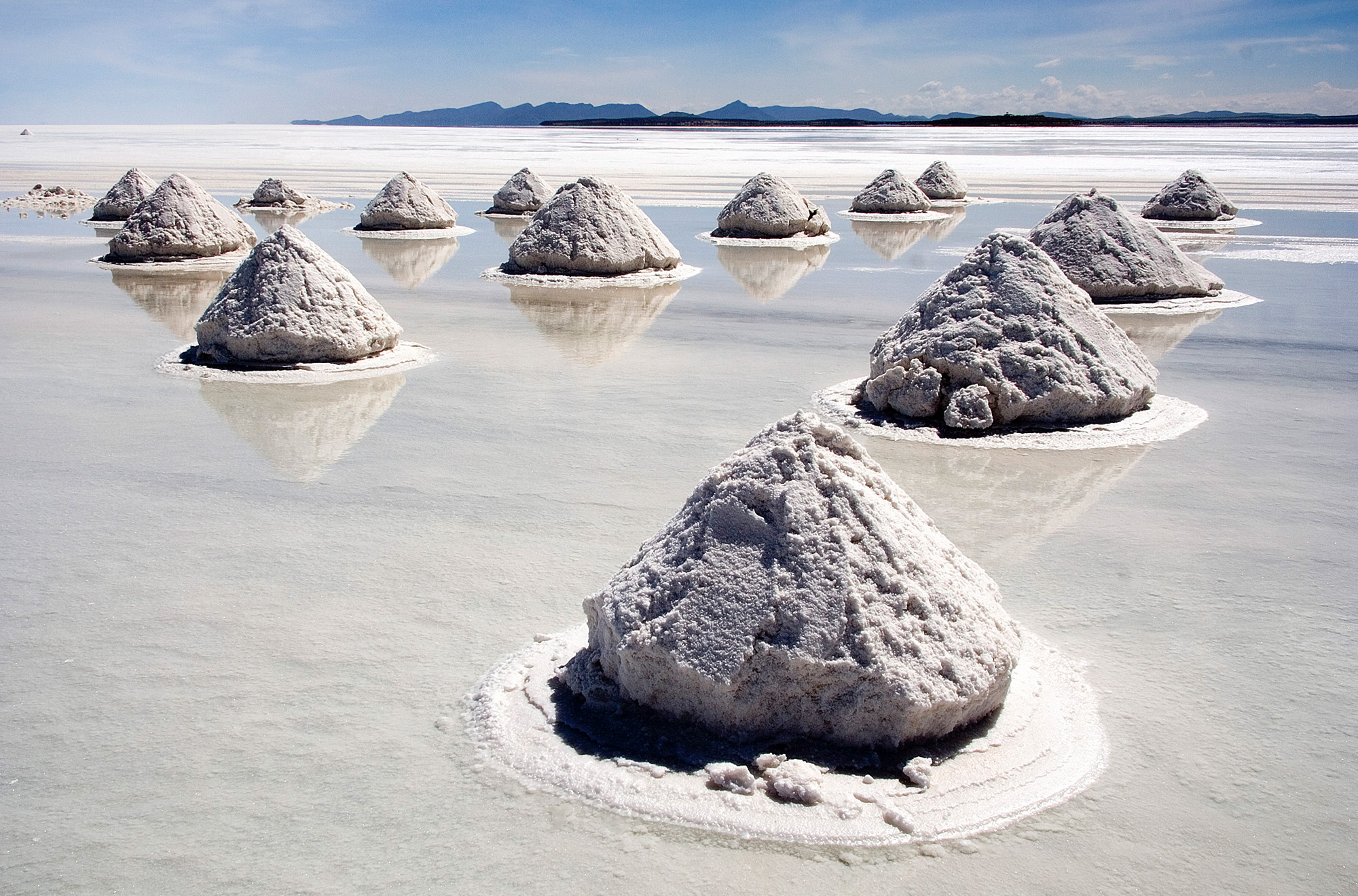
Munts de sal recollida al Salar de Uyuni, Bolívia. El Salar és la resta d'un llac prehistòric envoltat de muntanyes sense desguassos. La sal es recull pel mètode tradicional: la sal es raspa en petits monticles per a l'evaporació de l'aigua i el transport més fàcil, s'asseca al foc i, finalment, s'enriqueix amb iode.

Els saladars s'originen en zones àrides, en el fons d’una depressió tancada mancada de vegetació, inundable durant l'estació plujosa, i que presenta afloraments salnitrosos durant l'estació seca, Les salines naturals no s'han de confondre amb les salines artificials utilitzades en la producció de sal o les salines més petites que s'escalfen per evaporar l'aigua de la salmorra i produir sal. Les salines naturals són extensions de terra plana, que es troben als deserts, on la superfície està coberta de sal i altres minerals. Una salina es crea quan les làmines d'aigua salada s'evaporen a un ritme més ràpid que el que es reomple per la pluja. A mesura que l'aigua s'evapora, deixa els minerals precipitats dels ions de sal dissolts en l'aigua. La sal és normalment el més abundant d'aquests minerals, acumulant-se al llarg de molts milers d'anys, originant en la superfície una escorça blanca i dura.
El Salar de Uyuni a Bolívia és la salina més gran del món. Conté entre el 50% i el 70% de les reserves mundials de liti, un mineral essencial per a la producció de telèfons mòbils. El Bonneville Salt Flats a Utah, Estats Units d'Amèrica, és una salina molt coneguda on, a més a més, s'hi han establert rècords de velocitat terrestre. El Makgadikgadi Pan és una salina al nord-est de Botswana i és una altra de les salines més grans del món.
Les salines proporcionen llocs de descans i nodriment per a les aus aquàtiques, algunes de les quals en perill d'extinció. A causa d'una concentració variable d'algues, les salines poden presentar colors vistosos, des del verd pàl·lid fins al vermell llampant. Aquest color indica el grau de salinitat. Com més petita és la salinitat, els colors són més verdosos; quan augmenta la salinitat, els colors es tornen més vermellosos.